# Jan Merlian
Jan Merlian (též Jan Merlián, Giovanni Merlian, Merliano, Jan Vlach, Hans Vlach, přezdívaný Škarpalín; 1520–1593, Plzeň) byl renesanční architekt, stavitel a kameník italského původu působící v Plzni.
Výstavba zámku v Kaceřově na severním Plzeňsku a zámku v Horšovském Týně na Domažlicku přivedla do regionu italské stavitele. Po dokončení přestavby kaceřovského zámku přichází na počátku 50. let 16. století do Plzně skupina přibližně 15 umělců (stavitelů, zedníků a kameníků) okolo Giovanniho de Statia. Přivádějí je i náboženské důvody, neboť katolické město neklade žádné podmínky pro přijetí do města. Pocházejí především z Lombardie na severu Itálie (pročež získávají přízvisko „Vlaši“). Ze své vlasti přinesli hodnotné tvarosloví, které odkazovalo na klasický renesanční římský styl, přizpůsobili jej zdejším poměrům a ve výsledné formě české renesance proměňují dosud gotické jádro Plzně. Mezi členy italské kolonie vstoupil v 70. letech i kameník a stavitel Jan Merlian.

## Dílo

### Gerlachovský dům

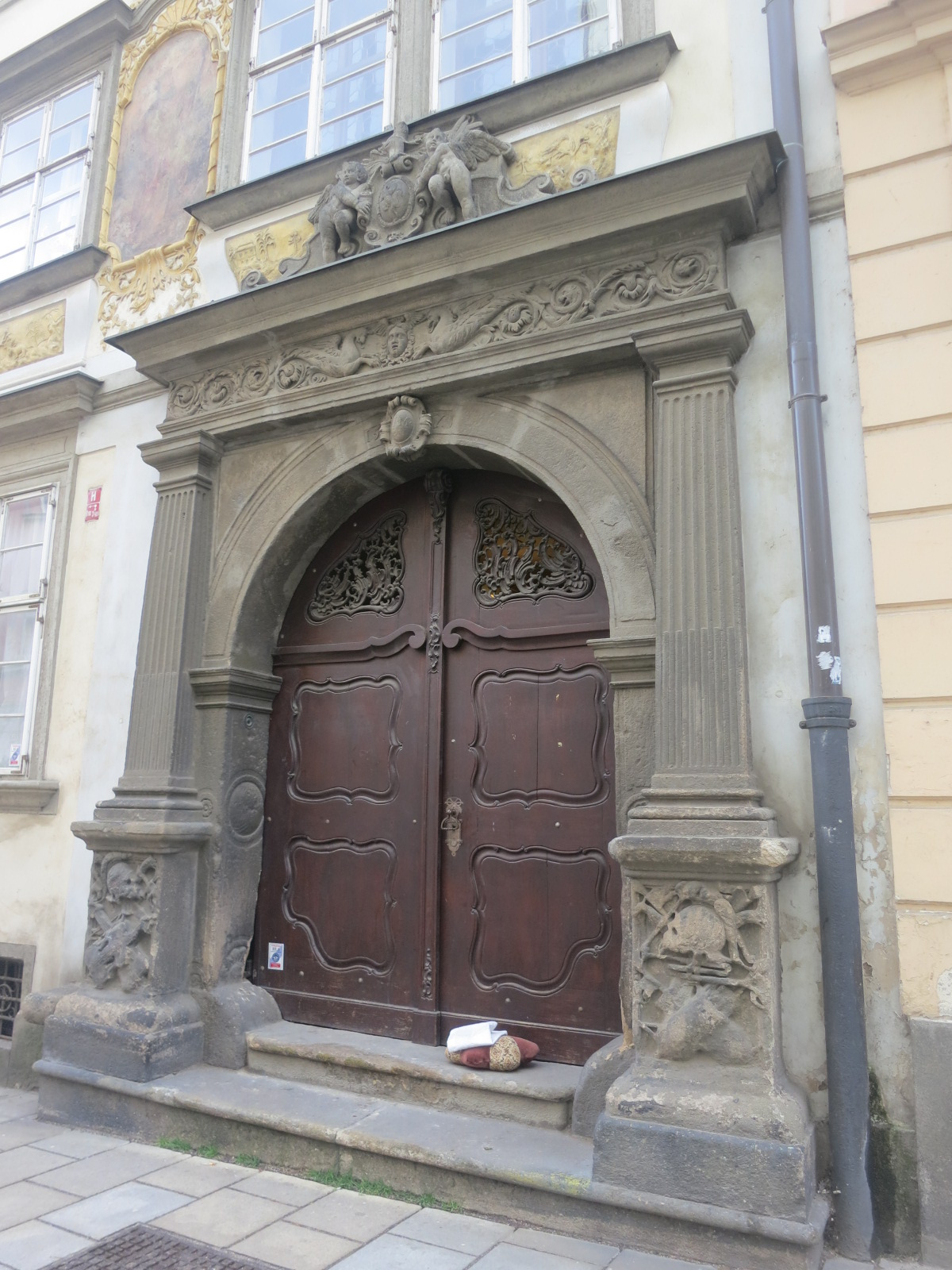
Portál Gerlachovského domu

V roce 1566 se Jan Merlian stal majitelem gotického domu v Masokrámské ulici později známého jako Gerlachovský, který koupil za 285 kop míšeňských od Tobiáše Číhanského. Během krátkého vlastnictví stihl dům nákladně a zcela renesančně přestavět. Dochovaný portál z roku 1575 nese v kartuši na hlavním klenáku stavitelův monogram „I. M.“ Později Gerlachovský dům vyměnil za dům čp. 90 v Pražské ulici.

### Chotěšovský dům
Janu Merlianovi je připisována výrazná renesanční přestavba Chotěšovského domu na dnešním Náměstí Republiky v druhé polovině 16. století, za možného stavitele je označován ale i Giovanni de Statia. Z této přestavby se dochovala především otevřená nádvorní lodžie o dvou arkádách, která je v přízemí provedena v italském vzoru a v prvním patře sklenuta křížovou hřebínkovou klenbou. K Merlianově autorství se přiklání Jaromír Kovář i v případě portálu Chotěšovského domu.

### Dům U Salzmannů
V roce 1583 Merlian vyměnil Gerlachovský dům se Zachariášem Týnským za jeho dům čp. 90 v Pražské ulici. Tento dům v roce 1584 mohutně přestavěl do podoby s trojicí párů sdružených oken v patře. Pod prostředním párem oken byl v přízemí mohutný, půlkruhově zaklenutý portál v obdélné, bosované ploše. Dolní část bosování působí díky římsovým hlavicím jako pilíře, horní část tvoří vějíř klenáků. Portál je završen hladkým vlysem, na který zasahuje velká rolverková kartuš se zavíjeným rámováním nesoucí vztyčeného lva. Kartuš je obklopena rozděleným letopočtem 1584 a dvojicí dvouřádkových latinsko-italských nápisů: „Si devs pro nobis, qvis contra nos“ (Je-li Bůh s námi, kdo proti nám) a „Ama dio e non falire, fa pvr bene e lesa dire“ (Miluj Boha a nepodváděj, čiň dobře a nech řečí). Nápisy vyjadřují Merlianovo životní přesvědčení a zásady. Historický dům byl zbořen v roce 1907, o rok později postaven na jeho místě nový, který byl ozdoben původním portálem.

### Portál domu U Bílého lva

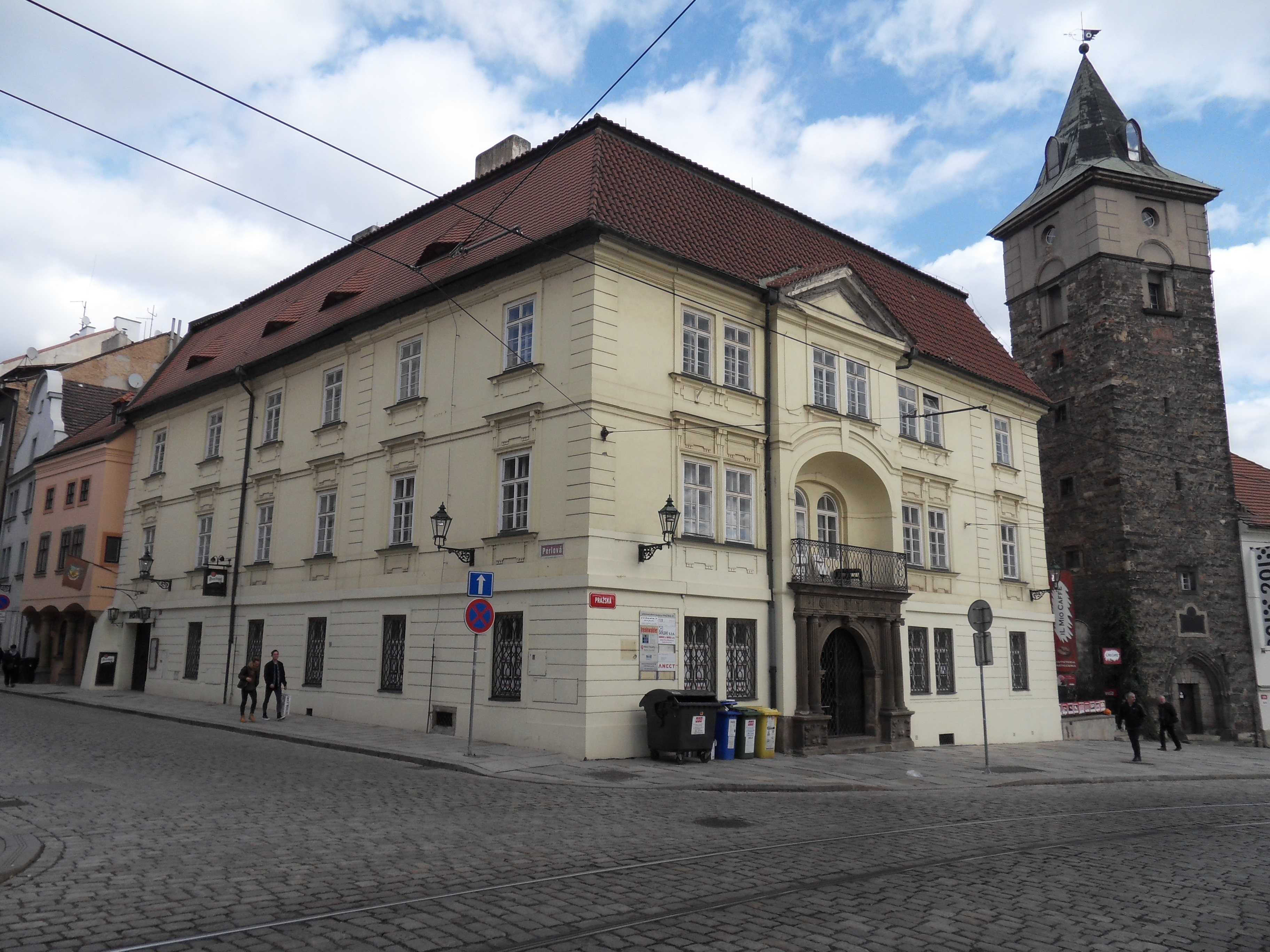
Dům U Bílého lva

Pro dům U Bílého lva čp. 84 v Pražské ulici vytvořil v roce 1584 edikulový portál severoitalského typu s půlkruhovým otvorem flankovaným dvěma páry kanelovaných tříčtvrtěsloupů na podstavcích. Sloupy nesou dórské kladí zdobené triglyfy a na metopách rozetami a emblémy. Protože dům samotný stavěl Giovanni de Statia, připisují některé zdroje autorství portálu i jemu.

### Ostatní
Mimořádně hodnotný portál domu čp. 135 na jižní straně Náměstí Republiky je připisován Merlianovi.
Jan Merlian svojí tvorbou ovlivnil podobu portálů plzeňských domů v období osmdesátých a devadesátých let 16. století. Tehdejší portály obsahovaly značně plastické kvádry s opticky pojímaným povrchem a s kartuší na hlavním klenáku inspirované jeho portály, které uchovávaly klasické formy a současně je v detailu počešťovaly.
Portálu domu U Salzmannů je značně podobný portál renesanční radnice ve Stříbře, kterou stavěli plzeňští Vlaši, což naznačuje možnou přítomnost Merliana na stavbě této radnice. Ostatně Jan Merlian provedl opravu jedné z kašen na dnešním Masarykově náměstí ve Stříbře.

## Závěť
V závěti ze 7. ledna 1593 pamatoval 100 kopami míšeňských na oltář sv. Rocha v dominikánském klášteře, který nechal na své náklady se synem Bartošem pořídit, aby co čtvrt roku byla u oltáře konána bohoslužba. Jeho manželka Markéta měla chudým 50 kop na sukno a plátno a jiné milosrdné skutky vydat. Vedle odkazu příbuzným zdědila veškeré statky manželka Markéta, přičemž byl žádán Giovanni de Statia, aby z jeho dluhu ulevil. Manželka Markéta následujícího roku přijala povinnost zaplatit 301 kop míšeňských dluhu za zesnulého.